# Oliver Tarney
Oliver Tarney (* 29. Dezember 1970) ist ein britischer Tontechniker, der seit Beginn seiner Karriere Ende der 1990er Jahre an über 40 Film- und Fernsehproduktionen beteiligt war. Er wurde bei der Oscarverleihung 2014 und 2016 für seine Arbeit an dem Action-Thriller Captain Phillips, der den Piratenangriff auf die Maersk Alabama thematisiert, und dem Science-Fiction-Film Der Marsianer – Rettet Mark Watney jeweils für einen Oscar in der Kategorie Bester Tonschnitt nominiert.
Diese beiden Filme brachten ihm 2014 und 2016 des Weiteren Nominierungen für den British Academy Film Award ein; 2007 wurde er zudem mit dem Katastrophendrama Flug 93 für einen weiteren British Academy Film Award nominiert. Tarney ist Träger eines Golden Reel Award der Motion Picture Sound Editors für seine Arbeit bei Captain Phillips und wurde für neun weitere Awards nominiert. Er arbeitete vor seiner Filmkarriere als Musiker.

## Filmografie
- 1997: Perdita Durango
- 1999: Oliver Twist (Fernseh-Miniserie)
- 1999: Cleopatra (Fernseh-Miniserie)
- 1999: East is East
- 2000: Second Sight – Mit anderen Augen: Blinder Hass (Fernsehfilm)
- 2000: Second Sight – Mit anderen Augen: Die Egoistin (Fernsehfilm)
- 2000: Second Sight – Mit anderen Augen: Die Schlafwandlerin (Fernsehfilm)
- 2000: Shadow of the Vampire
- 2000: Die neun Leben des Tomas Katz (The Nine Lives of Tomas Katz)
- 2000–2001: Agatha Christie’s Poirot (Fernsehserie)
- 2001: Hand in Hand mit dem Tod (Happy Now)
- 2001: Corellis Mandoline (Captain Corelli’s Mandolin)
- 2003: Die Journalistin (Veronica Guerin)
- 2003: Mystics – Gangster, Geister und ihr Meister (Mystics)
- 2003: Vacuums
- 2004: Verrat in Venedig (Secret Passage)
- 2004: King Arthur
- 2005: Doom – Der Film (Doom)
- 2005: I’m Going to Tell You a Secret (Dokumentarfilm)
- 2005: Königreich der Himmel (Kingdom of Heaven)
- 2005: Captain Scarlet (Fernsehserie)
- 2006: Casino Royale
- 2006: Flug 93 (United 93)
- 2006: Renaissance
- 2007: Grow Your Own
- 2007: Hannibal Rising – Wie alles begann (Hannibal Rising)
- 2008: Liebe auf den zweiten Blick (Last Chance Harvey)
- 2008: Ein Quantum Trost (Quantum of Solace)
- 2008: Hellboy – Die goldene Armee (Hellboy II: The Golden Army)
- 2008: Blown Apart (Incendiary)
- 2009: Cracks
- 2010: Cemetery Junction
- 2010: Green Zone
- 2011: Sherlock Holmes: Spiel im Schatten (Sherlock Holmes: A Game of Shadows)
- 2011: Unknown Identity (Unknown)
- 2011: Coriolanus
- 2012: Frankenweenie
- 2012: The Cold Light of Day
- 2013: The Counselor
- 2013: Captain Phillips
- 2013: Philomena
- 2014: Exodus: Götter und Könige (Exodus: Gods and Kings)
- 2014: Big Eyes
- 2014: Monuments Men – Ungewöhnliche Helden (Monuments Men)
- 2015: Der Marsianer – Rettet Mark Watney (The Martian)
- 2020: Neues aus der Welt (News of the World)
- 2021: The Last Duel
- 2021: Keine Zeit zu sterben (No Time to Die)

## Auszeichnungen (Auswahl)
- 2007: British-Academy-Film-Award-Nominierung in der Kategorie Bester Ton für Flug 93 (zusammen mit Paul Massey, Mac Ruth und Mark Taylor)[4]
- 2014: Oscar-Nominierung in der Kategorie Bester Tonschnitt für Captain Phillips[5]
- 2014: British-Academy-Film-Award-Nominierung in der Kategorie Bester Ton für Captain Phillips (zusammen mit Chris Burdon, Mark Taylor, Mike Prestwood Smith und Chris Munro)[6]
- 2014: Golden Reel Award für Captain Phillips (zusammen mit Bjorn Ole Schroeder, Simon Chase und Rob Killick)[7]
- 2016: Oscar-Nominierung in der Kategorie Bester Tonschnitt für Der Marsianer[2]
- 2016: British-Academy-Film-Award-Nominierung in der Kategorie Bester Ton für Der Marsianer (zusammen mit Paul Massey, Mac Ruth und Mark Taylor)[8]
- 2020: Oscar-Nominierung in der Kategorie Bester Tonschnitt für 1917 (zusammen mit Rachael Tate)
- 2020: British Academy Film Award in der Kategorie Bester Ton für 1917 (zusammen mit Scott Millan, Rachael Tate, Mark Taylor und Stuart Wilson)
- 2020: Golden Reel Award für 1917 (zusammen mit Rachael Tate)
- 2021: Oscar-Nominierung in der Kategorie Bester Ton für Neues aus der Welt (zusammen mit William Miller, John Pritchett und Mike Prestwood Smith)
- 2021: British-Academy-Film-Award-Nominierung in der Kategorie Bester Ton für Neues aus der Welt (zusammen mit Michael Fentum, William Miller, John Pritchett und Mike Prestwood Smith)
- 2022: Oscar-Nominierung in der Kategorie Bester Ton für James Bond 007: Keine Zeit zu sterben (zusammen mit James Harrison, Simon Hayes, Paul Massey und Mark Taylor)
- 2022: British-Academy-Film-Award-Nominierung in der Kategorie Bester Ton für James Bond 007: Keine Zeit zu sterben (zusammen mit James Harrison, Simon Hayes, Paul Massey und Mark Taylor)